# جون ثورنتون أوغسطين واشنطن
جون ثورنتون أوغسطين واشنطن (بالإنجليزية: John Thornton Augustine Washington) هو سياسي أمريكي، ولد في 20 مايو 1783 في الولايات المتحدة، وتوفي بنفس المكان في 9 أكتوبر 1841.